# 多配置自己無撞着場
多配置自己無撞着場（たはいちじこむどうちゃくば、英語: Multi-configurational Self-consistent Field、略称: MCSCF）は、量子化学において、全電子波動関数の取り扱いがハートリー＝フォック法や密度汎関数理論では不十分な場合（低励起状態で擬縮退している分子の基底状態や、結合が乖離している場合など）に、分子の質的に正しい参照状態を生成するための量子化学の手法である。MCSCFは、配置状態関数（CSF）またはスレーター行列式の線形結合を使用して、原子または分子の正確な電子波動関数を近似する。さらにMCSCFでは、CSFまたはスレーター行列式と分子軌道の基底関数の両方の係数を変化させて、可能な限り低いエネルギーの全電子波動関数を得る。この方法は、配置間相互作用法（分子軌道係数は変化させず、CSFまたはスレーター行列式の展開係数を最適化する）とハートリー＝フォック法（スレーター行列式は1つだけだが、分子軌道係数を変化させる）を組み合わせたものと考えることができる。
MCSCF波動関数は、多参照配置間相互作用（MRCI）や、完全活性空間摂動論（CASPT2）などの多参照摂動論の参照状態としてよく用いられる。これらの手法は、非常に複雑な化学的状況を扱うことができ、計算機の性能が許せば、他の手法が失敗した場合においても、分子の基底状態や励起状態を計算しうる強力な手法である。

## 概要
最も単純な単結合であるH2分子の場合を例に説明する。この場合、分子軌道は常に2つの原子核AとB上にそれぞれ位置する原子軌道によく似た関数 χiAおよびχiBを用いて描くことができる。
{\displaystyle \varphi _{i}=N_{i}(\chi _{iA}\pm \chi _{iB}),}
ここで、Niは規格化定数である。H2分子の平衡核間距離での基底状態の波動関数は (φ1)2という配置で支配されており、これは分子軌道φ1がほぼ二重に占有されていることを意味する。ハートリー＝フォック（HF）モデルでは、この軌道が二重に占有されていると「仮定」しているため、全体の波動関数は次のようになる。
{\displaystyle \Phi _{1}=\varphi _{1}(\mathbf {r} _{1})\varphi _{1}(\mathbf {r} _{2})\Theta _{2,0},}
ここで、 {\displaystyle \Theta _{2,0}} は、2つの電子の一重項 (S = 0) のスピン関数である。この場合の分子軌道 φ1 は、両原子の1s原子軌道の和、すなわちN1(1sA + 1sB) となる。上の式を原子軌道に展開すると、次のようになる。
{\displaystyle \Phi _{1}=N_{1}^{2}\left[1s_{A}(\mathbf {r} _{1})1s_{A}(\mathbf {r} _{2})+1s_{A}(\mathbf {r} _{1})1s_{B}(\mathbf {r} _{2})+1s_{B}(\mathbf {r} _{1})1s_{A}(\mathbf {r} _{2})+1s_{B}(\mathbf {r} _{1})1s_{B}(\mathbf {r} _{2})\right]\Theta _{2,0}.}
このHFモデルは、 H2の結合長が約0.735 Å（実験値は0.746 Å）、結合エネルギーが350 kJ/mol（84 kcal/mol）（実験値は432 kJ/mol [103 kcal/mol]）と、平衡核間距離付近において H2分子を合理的に記述している。このように、HFモデルは、分子構造が平衡核間距離にある閉殻系を非常によく記述する。しかし、結合が乖離しているような状況では、片方の原子に2つの電子が残ったスレーター行列式も波動関数に含めることが重要になる。これは、H + Hよりもはるかに大きなエネルギーを持つH+ + H−への解離に対応している。
そのため、HFモデルは解離過程の開殻的な状態を記述するためには使用できない。この問題を解決する最も簡単な方法は、Ψ1に含まれるそれぞれの項の前に係数を導入することである。
{\displaystyle \Psi _{1}=C_{\text{ion}}\Phi _{\text{ion}}+C_{\text{cov}}\Phi _{\text{cov}},}
これは化学結合を記述する原子価結合法の基本となる。係数CionとCcovを変化させると、波動関数は正しい形になり、乖離極限では Cion = 0、平衡状態ではCionとCcovが同程度になる。しかし、この記述は非直交基底関数を使用しているため、数学的構造が複雑化する。その代わり、MCSCFでは、直交する分子軌道を用いることで、多配置の波動関数を構成している。反結合軌道を導入すると
{\displaystyle \phi _{2}=N_{2}(1s_{A}-1s_{B}),}
となり、H2の全波動関数は、結合軌道と反結合軌道から構成される配置状態関数の線形結合として書くことができる。
{\displaystyle \Psi _{\text{MC}}=C_{1}\Phi _{1}+C_{2}\Phi _{2},}
ここで、Φ2は電子配置 (φ2)2 である。このH2化学結合の多配置波動関数による記述では、平衡核間距離に近い状態ではC1 = 1、 C2 = 0となり、大きく結合が乖離している場合にはC1とC2の絶対値がほぼ同じになる
。

## 完全活性空間SCF法（CASSCF）
特に重要なMCSCF法は、完全活性空間SCF法（CASSCF）である。CASSCFでは、波動関数を構成するCSFに完全活性空間を指定する、すなわち、活性空間に属する電子すべての配置を考慮する（完全最適化反応空間（FORS-MCSCF）とも呼ばれる）。例えば、NO分子に対してCASSCF(11,8) を定義すると、11個の価電子を8個の分子軌道（すなわち16個のスピン軌道）に詰めて構成されるすべての配置状態関数を線形結合に含めることになる。

## 制限活性空間SCF（RASSCF）
CASSCFでは活性軌道の数が増えるとCSFの数も増え、計算コストも増加するため、使用するCSFをより少なくすることが望ましい場合がある。このための1つの方法は、活性空間を分割し、その部分空間における電子の数の最大数と最小数を制限することである。RASSCFはこのような方法の一つであり、活性空間を3つの部分空間に分割し各部分空間の電子の最大数と最小数を指定する。例えば、強く占有された部分空間からは1電子または2電子の励起のみに制限（最小数を最大数より2だけ小さく設定）する、部分空間内の電子数を最大2個に制限する、などの指定方法がありうる。